# Ghillean Prance
Sir Ghillean Tolmie Prance, född den 13 juli 1937 i Brandeston, är en brittisk botaniker och ekolog specialiserad på Chrysobalanaceae och Lecythidaceae.
Auktorsnamnet Prance kan användas för Ghillean Prance i samband med ett vetenskapligt namn inom botaniken; se Wikipediaartiklar som länkar till auktorsnamnet.